# Yo, robot (película)
Yo, robot (título original en inglés: I, Robot) es una película de acción y ciencia ficción distópica estadounidense producida en 2004, dirigida por Alex Proyas y protagonizada por Will Smith. 
Aunque se atribuye la historia a los relatos de robots de Isaac Asimov, que incluye una recopilación de cuentos del mismo nombre, en realidad está basada en un guion de Harlan Ellison, titulado Hardwired y se parece más al libro Caliban, de Isaac Asimov, escrito por Roger MacBride Allen.1
Algunas ideas de Asimov acerca de los robots —la más importante, las tres leyes de la robótica— se añadieron al guion de Ellison después de que los productores adquirieron los derechos sobre el título del libro. Algunas ideas extraídas de los relatos provienen de El robot perdido (Little Lost Robot, en el original), y su protagonista, el robot NS-2, tiene un nombre similar al de la película, NS-5. También el doctor Lanning, la doctora Calvin y la compañía USR (U. S. Robots and Mechanical Men, Inc., Robots y Hombres Mecánicos de los Estados Unidos) es citada en novelas y cuentos cortos del escritor estadounidense Isaac Asimov.

## Argumento
En el año 2035, en la ciudad de Chicago, los robots humanoides forman parte de la vida cotidiana en la Tierra y son la principal fuerza laboral de la especie humana, trabajando con seguridad gracias a las tres leyes de la robótica. La compañía dedicada al diseño, construcción y venta de robots es U.S. Robots and Mechanical Men. La empresa tiene previsto el lanzamiento de un nuevo modelo de robot: los NS-5. No obstante, el detective Del Spooner (Will Smith) es un hombre que odia a los robots, ya que él sospecha que los robots no funcionan bajo las tres leyes de la robótica. Además, es un amante del pasado, usando aún una motocicleta a gasolina, unos tenis deportivos de principios del siglo XXI y un equipo de música muy antiguo (para la época en la que está).
Pocos días antes del lanzamiento de los NS-5, el detective Spooner recibe la noticia del presunto suicidio del Dr. Alfred Lanning (James Cromwell), ingeniero diseñador de robots y cofundador de la compañía, creador del modelo NS-5 y mentor de Spooner. Lanning murió después de caer al vacío por la ventana de su oficina, pero el detective sospecha que no fue suicidio. El doctor, que trabajaba en la sede de USR, le deja un mensaje a Spooner a través de un holograma que predice su muerte, pero no la causa de ella. Así, entrará en contacto con Susan Calvin (Bridget Moynahan), la robopsicóloga de la empresa, para que le informe acerca del comportamiento de los robots.
Ante la entrada del despacho de Lanning, Susan le enseña a Spooner el funcionamiento del sistema informático V.I.K.I. (Fiona Hogan) y comprueban que nadie ha entrado ni salido del despacho desde la muerte del doctor. Pero, una vez dentro, son detenidos por un robot llamado Sonny (voz de Alan Tudyk), quien parece estar fuera de control y que se convierte, para Spooner, en el principal sospechoso del presunto asesinato de Lanning. El prototipo NS-5 es la última creación robótica de Lanning, activado accidentalmente por Spooner cuando investigaba su laboratorio. Pero este robot no obedece las órdenes de Spooner y, al ser capturado, insiste en que se dirijan a él con el nombre de Sonny. Al interrogar a Sonny, este le pregunta al detective Spooner qué significa la seña que le vio realizar antes a Spooner, cuando este le guiñó un ojo a su jefe, y el detective le responde que es una seña de confianza. Spooner va a investigar a la casa de Lanning en busca de evidencia, advirtiendo que la casa iba a ser demolida el día siguiente. Cuando se dispone a salir de ésta, la máquina demoledora que está fuera se activa y empieza a demoler la casa con Spooner dentro (ya que el horario de demolición se cambió a la noche de hoy). Spooner consigue salir justo a tiempo y logra salvar al gato que vivía ahí. Al día siguiente, mientras está en su oficina de la estación de policía, revisa las grabaciones de la conferencia de prensa de Lawrence Robertson (Bruce Greenwood), el fundador de U.S. Robotics, y descubre unas palabras que Lanning le replicó a Robertson: "Un día tendrán secretos, un día tendrán sueños". Esto deja a Spooner intrigado sobre el por qué Lanning había creado a un NS-5 con una mentalidad de humano.
Posteriormente, Spooner es atacado por un grupo de NS-5 mientras iba camino a su casa, pero consigue eliminarlos, causando un gran desastre en un área en construcción. Ocurre una última pelea donde se revela que Spooner posee una prótesis robótica en el brazo izquierdo y cuando está a punto de eliminarlo, el robot huye ante el sonido de la sirena de la policía. No quedan rastros del ataque, pero sí grandes destrozos, por lo que la policía supone que Spooner se accidentó por negligencia a las tres leyes de la robótica y lo destituyen del cargo de detective, aunque él insiste en que fue atacado por robots NS-5. Mientras tanto, por medio de un estudio de Sonny, Susan descubre que Lanning construyó a este prototipo con una aleación más densa y lo dotó de un segundo cerebro positrónico, permitiéndole desobedecer las tres leyes de la robótica si lo consideraba necesario.

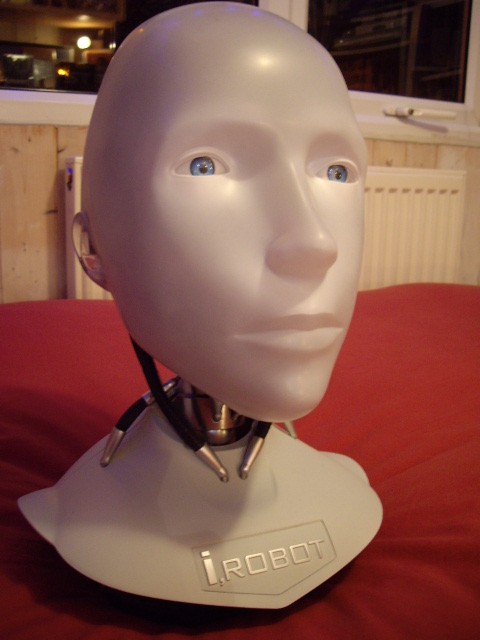
Uno de los robots NS-5 de la película.

Al saber del accidente, Susan va a visitar a Spooner (a pesar de que fue destituido de su cargo policíaco) y le revela sobre lo que había descubierto en Sonny. En ese momento, descubre cuál era la relación entre Lanning y Spooner, y la razón por la que este odia a los robots. Spooner le cuenta que un día durante una tormenta, estaba regresando del trabajo cuando vio a una niña de 12 años llamada Sarah, que iba acompañado de su padre en el coche. Acto seguido, el conductor de un camión de remolque perdió el control del mismo y embistió a los dos vehículos, lanzándolos al río. Un robot NS-4 (modelo anterior del NS-5) que pasaba por el lugar vio el accidente y saltó al agua, pero aunque Spooner le ordenó al robot que salvara a Sarah primero, este le salva a él queriendo que ocurra lo contrario. "Un humano lo hubiera entendido", razona Spooner. 
Investigando, ambos descubren que Lanning era prácticamente un prisionero en su oficina y no podía salir, pero también encuentran que les ha dejado una serie de mensajes para advertirles de un peligro. Pero para ello, como bien dice Lanning en su holograma: "Tienes que hacer las preguntas correctas".
Para evitar complicaciones, se decide desactivar a Sonny inyectando nanobots en su cerebro positrónico, pero Susan sabe que el robot es importante, así que finge su destrucción, reemplazándolo con un modelo NS-5 sin procesar. Posteriormente, antes de esto, Sonny les revela que tiene la capacidad de soñar y que en sus sueños ve a Spooner parado ante miles de robots, como si fuera su salvador. Mientras tanto, usando un dibujo que Sonny hizo del sueño que tuvo, Spooner encuentra la localización exacta del sueño: el lago Míchigan, un terreno inhabitable que la empresa usa para almacenar viejos robots. A través de un holograma del Dr. Lanning, Spooner se entera de la «revolución», Spooner pregunta: "¿La revolución de qué?" a lo que le contesta el holograma de Lanning: "Esa, detective, es la pregunta correcta", lo que supone que Spooner puede ser un robot creado por el mismo Lanning. Luego, es testigo de que cómo los NS-5 están destruyendo a los robots NS-4 más viejos y comienzan a atacarlo. Con ayuda de los NS-4 más viejos, aún afines a los humanos, Spooner consigue huir en su motocicleta y advierte a Susan sobre la rebelión de los robots, pero como ella se está bañando, su NS-5 apaga la contestadora del teléfono. De pronto, Susan se percata que su NS-5 ya no la obedece y le pide que se quede en su casa. Spooner llega justo a tiempo y la salva, tras lo cual, huyen al edificio de USR, mientras que los NS-5 comienzan a encarcelar a las personas en sus casas y declaran un toque de queda, tomando control de la ciudad. En la calle, varios humanos, al ver que sus NS-5 ya no les obedecen, empiezan una batalla para derrocarlos. Spooner y Susan ayudan a las personas y logran llegar a la torre de USR por un pasadizo subterráneo, donde encuentran a Sonny, quien les ayuda a llegar hasta arriba. Susan y el detective Spooner asumen que los NS-5 estaban destruyendo a los modelos viejos para proteger a los humanos (como manda la segunda ley) y creen que quien está detrás de todo es Robertson, pero al ir a confrontarlo, lo encuentran estrangulado en su oficina.
Así, Spooner descubre que el ordenador central de la compañía, V.I.K.I., un cerebro positrónico gigante que dirige a la compañía altamente mecanizada, es quien controlaba a los NS-5 y había intentado matar a Spooner, todo con un siniestro propósito: para proteger a la humanidad de sí misma, V.I.K.I. tiene en marcha una auténtica rebelión de robots. La revolución de la que Lanning estaba hablando consiste en que V.I.K.I. (ordenador central) comience a desarrollar sus propias conclusiones, lo que hizo que la supercomputadora determinase que los seres humanos son una raza altamente autodestructiva, creando una ley adicional, que dice que los robots deben proteger a los humanos, incluso si tienen que desobedecer la primera y segunda ley y matar a algunos de ellos. Pese a considerar esta lógica demasiado despiadada, Sonny obliga a Spooner a aceptar esa lógica y amenaza con matar a Susan, pero le guiña el ojo a Spooner como seña de que está fingiendo (ya que ambos planean eliminar a los NS-5 quienes intentaban someterlos). Sonny los ayuda a escapar de la oficina y Susan lo envía a recuperar los nanobots para desactivar a V.I.K.I., pero para lograrlo deben llegar al núcleo de la supercomputadora, localizado en el centro del edificio (a varios cientos de metros de altura), V.I.K.I. a su vez envía cientos de NS-5 para que la defiendan, los cuales hacen caer a Susan al vacío, quedando colgada de una barandilla. Spooner, a quien los robots también están atacando, le ordena a Sonny que la salve a ella y no a él. Rápidamente, Sonny le lanza los nanobots a Spooner, mientras Sonny rescata a Susan. Spooner logra inyectárselos a V.I.K.I., tras lo cual, la supercomputadora se formatea y se desactiva, logrando que los NS-5 recuperen su programación original, volviendo a ser robots que cumplen con las mismas tres leyes de la robótica. Así, Spooner devuelve el control de los robots a los humanos y Sonny muestra su fidelidad a la humanidad.
El suicidio de Lanning era la única forma de enviarles el mensaje de lo que en realidad pasaría si no lograban detenerla. La policía intenta arrestar a Sonny acusándolo del crimen, pero Spooner prueba su inocencia argumentando que el homicidio se define como un ser humano matando a otro ser humano. Al mismo tiempo, el gobierno ordena la deportación de los modelos NS-5 al lago Míchigan. La película finaliza con Sonny acercándose a la zona de almacenamiento de los robots NS-5 y los robots NS-4 más viejos, quienes lo miran como su guía, como fue representado en su sueño.

## Reparto
- Will Smith como el detective Del Spooner.
- Bridget Moynahan como la doctora Susan Calvin.
- Alan Tudyk como Sonny (voz y captura de movimiento).
- Bruce Greenwood como Lawrence Robertson.
- James Cromwell como el doctor Alfred Lanning.
- Chi McBride como el teniente John Bergin.
- Shia LaBeouf como Farber.
- Fiona Hogan como V.I.K.I.
- Terry Chen como Chin.
- Adrian Ricard como Gigi.

## Doblaje

### Doblaje de México
- Mario Filio como el detective Del Spooner
- Dulce Guerrero como la doctora Susan Calvin
- Sergio Gutiérrez Coto como la voz de Sonny
- Humberto Solórzano como Lawrence Robertson
- Rogelio Guerra como el doctor Alfred Lanning
- Mario Sauret como el teniente John Bergin
- Enzo Fortuny como Farber

### Doblaje de España[2]
- Iván Muelas como el detective Del Spooner
- María del Mar Tamarit como la doctora Susan Calvin
- Pep Antón Muñoz como Sonny
- Juan Carlos Gustems como Lawrence Robertson
- Joaquín Díaz como Alfred Lanning
- Rafael Calvo como el teniente John Bergin
- David Jenner como Farber

## Producción
Alex Proyas dirigió la película. Laurence Mark, John Davis, Topher Dow y Wyck Godfrey la produjeron, con Will Smith como productor ejecutivo. Marco Beltrami compuso la música y Simon Duggan fue el director de fotografía. El montaje estuvo a cargo de Richard Learoyd, Armen Minasian y William Hoy.
La película cambia el nombre de «US Robots and Mechanical Men» de Asimov a «US Robotics» (USR), el fabricante de módems que lleva el nombre de la compañía ficticia, y muestra a la compañía con un logotipo futurista de USR. Otras colocaciones de productos incluyen Chuck Taylor All-Stars de Converse, Audi, FedEx, Tecate y JVC, entre otros.
El Audi RSQ fue diseñado especialmente para la película para aumentar el conocimiento de la marca y aumentar el atractivo emocional de la marca Audi, objetivos que se consideraron logrados cuando las encuestas realizadas en los Estados Unidos mostraron que el Audi RSQ dio un impulso sustancial a la imagen calificaciones de la marca en los Estados Unidos.

## Similitudes y diferencias con las novelas
La película tuvo éxito de taquilla, pero no conformo a los seguidores de las historias originales de Asimov. Esto se debió a que, a pesar de que en ella aparecen las mencionadas tres leyes de la robótica y se muestran escenarios y personajes basados en sus historias como los personajes de Susan Calvin, Lawrence Robertson y Alfred Lanning, y la compañía U. S. Robots, y aun cuando en los créditos se hace referencia al «libro de Asimov», en realidad el argumento no está basado directamente en ninguna historia o grupo de historias de las que él fue autor.
Tampoco está relacionado con el guion del mismo nombre, desarrollado por Harlan Ellison en colaboración con el mismo Asimov, en el cual realmente se capturaba el espíritu del libro. La premisa de que los robots se vuelven contra sus creadores –originada en la obra de teatro RUR de Karel Čapek y perpetuada en libros y películas de robots posteriores– aparece con poca frecuencia en los escritos de Asimov y difiere de la "Ley Cero". De hecho, Asimov declaró explícitamente, en entrevistas y en introducciones a colecciones publicadas de sus historias de robots, que ingresó al género para protestar contra lo que llamó el complejo de Frankenstein: la tendencia en la cultura popular de presentar a los robots como amenazantes. Sus historias a menudo involucraban a roboticistas y personajes de robots que luchan contra los prejuicios sociales anti-robot.
El intento de Sonny de esconderse en un mar de robots idénticos se basa libremente en una escena similar en Pequeño robot perdido.
Otro de los elementos extraídos de los relatos de Asimov e incorporados a la película, es el del concepto de Sonny como un robot que puede soñar, así como el sueño que él tenía (de él liberando a los robots). Dicho concepto proviene de un cuento corto de Isaac Asimov llamado Sueños de robot.
Parte de la trama principal guarda similitudes con la trama del cuento " Yo, Robot " de Eando Binder, que es un robot procesado por el asesinato de su creador en una habitación cerrada sin testigos.

## Recepción

### Taquilla
Yo, Robot recaudó $ 144.8 millones en los Estados Unidos y Canadá, y $ 202.4 millones en otros territorios, para un total mundial de $ 347.2 millones, contra un presupuesto de producción de $ 120 millones.
En Norteamérica, la película se estrenó el 16 de julio de 2004 y ganó $ 52.2 millones en su primer fin de semana terminando primero en la taquilla.
La película se estrenó en el Reino Unido el 6 de agosto de 2004 y encabezó la taquilla del país ese fin de semana.

### Respuesta crítica
En Rotten Tomatoes, la película tiene un índice de aprobación del 56% basado en 222 reseñas, con la lectura de consenso crítico del sitio, «Teniendo solo el más mínimo parecido con las historias cortas de Isaac Asimov, Yo, robot sigue siendo un éxito de taquilla de verano que logra hacer pensar a los espectadores, aunque sea por un poco». En Metacritic, la película tiene una puntuación promedio ponderada de 59 de 100, basada en 38 críticas, lo que indica «críticas mixtas o promedio». El público encuestado por CinemaScore le dio a la película una calificación promedio de "A–" en una escala de A+ a F.
Richard Roeper le dio una crítica positiva, calificándolo como «un viaje emocionante, elegante y consistentemente entretenido». Los críticos de Urban Cinefile lo llaman «la película de ciencia ficción más mala, carnosa, genial, más atractiva y emocionante en mucho tiempo». Kim Newman de Empire dijo: «Esta película de verano tiene cerebro y músculos». Un crítico del Washington Post, Desson Thomas, dijo: «En su mayor parte, esto es muy divertido». Muchos críticos, incluidos los críticos de IGN Movie, pensaron que era una película de acción inteligente, y dijeron: «Yo, robot es la mejor película de acción del verano hasta ahora. Esto demuestra que no necesariamente es necesario desconectar el cerebro para entrar en un gran presupuesto de gran éxito de verano».
AO Scott, de The New York Times, tuvo un sentimiento mixto hacia la película y dijo: «El agitado thriller de Alex Proyas involucra algunas ideas interesantes en su camino hacia un final exagerado e incoherente». Roger Ebert, que había elogiado altamente las películas anteriores de Proyas, le dio una crítica negativa, diciendo: «La trama es simple y decepcionante, y las escenas de persecución y acción son bastante rutinarias para las películas en el género de ciencia ficción CGI». Claudia Puig, de USA Today, pensó que «las actuaciones, la trama y el ritmo de la película son tan mecánicos como el reparto». Todd McCarthy, de Variety, simplemente dijo que esta película era «un fracaso de la imaginación».

## Premios y nominaciones
- 2005
  - ASCAP Award: "Top Box Office Films"; Marco Beltrami.

### Nominaciones
- 2004
  - Golden Trailer: "Best Action" y "Summer 2004 Blockbuster".
  - Teen Choice Award: "Choice Movie of the Summer".

- 2005
  - Óscar: "Best Achievement in Visual Effects"; John Nelson, Andy Jones, Erik Nash y Joe Letteri.
  - Saturn Award: "Best Science Fiction Film" y "Best Special Effects"; John Nelson, Andy Jones, Erik Nash y Joe Letteri.
  - Black Reel: "Best Film, Drama".
  - Image Award: "Outstanding Actor in a Motion Picture"; Will Smith.
  - Golden Reel Award: "Best Sound Editing in Domestic Features - Sound Effects & Foley".
  - VES Award: "Outstanding Created Environment in a Live Act on Motion Picture".